# Percnarcha
Percnarcha is een geslacht van vlinders van de familie roestmotten (Heliodinidae), uit de onderfamilie Orthoteliinae.

## Soorten
- P. rhodosoma Meyrick, 1915
- P. strategica Meyrick, 1930
- P. trabeata Meyrick, 1915